# Lucio Volcacio Tullo (console 66 a.C.)
Lucio Volcacio Tullo (in latino Lucius Volcatius Tullus; fl. I secolo a.C.) è stato un politico romano.

## Biografia
Viene menzionato da Cicerone nella sua orazione Pro Cn. Plancio come esempio di uomo politico che, nonostante in principio fosse stato candidato come edile e non fosse riuscito a farsi eleggere, più tardi riuscì comunque a raggiungere i massimi vertici dello stato. In ogni caso Tullo non fu una figura di spicco della Repubblica romana negli anni tormentati che ne precedettero la fine.
Pretore probabilmente nel 69 a.C., fu eletto console nel 66 a.C. con Manio Emilio Lepido. Durante il suo consolato rifiutò la candidatura di Catilina come console per il 65 a.C..